# 湯木優輝
湯木 優輝（ゆき ゆうき1999年3月13日 - ）は日本の男性ファッションモデル、俳優。東京都出身。ドーモ所属。
趣味はゲーム、読書、映画鑑賞。特技は英会話。

## 主な出演

### 雑誌
- FINEBOYS

### テレビドラマ
- AbemaTV さぁ、恋をきがえましょう（2017年）
- テレビ朝日 暴太郎戦隊ドンブラザーズ ドン28話（2022年9月11日） - 佐野 役

### CM
- ドミノピザ「ジャストタイムCOOKING」
- ポケモンカードゲーム「楽しみかた、キミしだい」篇
- GODIVA「Valentine 2019」(WEB)
- 国際工科専門職大学 ( 仮称 )「新しい答え」篇

### 広告
- JR「Japanese Beauty Hokuriku」
- P&G「ジレット スキンガード」(グラフィック)
- OvE「キャッチライトレンズ OvE 5」(WEB)
- GU「YOUR FREEDOM」(WEB)
- TAKEO KIKUCHI「クリスマスギフト特集2017」(WEB)
- .st「NEW LIFE STYLE!」(WEB)
- カナルヒルズ迎賓館(WEB)

### 映像
- 「追いかけてキス」Season1 第 1 話 亀山 睦実監督

### PV
- dogoo「なんであいつなんか選んだんだ」
- ヒトリエ「目眩」
- Uru「Love Song」
- 青虫「ケーキみたいだ」

### カタログ
- PaulSmith
- ZOZOTOWN
- 楽天
- Right-on
- coen
- NOLLEY’S
- niko and...

### 舞台
- HYBRID PROJECT アトリエ公演 6th Satellite「RAMPO chronicle モガリノミヤ」
- 「ガスマスクの伊藤さん」
- 未来演劇部「ドレミの歌」